# とれいゆ つばさ
- つばさ (列車) > とれいゆ つばさ
- 新幹線E3系電車 > とれいゆ

とれいゆ つばさは、かつて東日本旅客鉄道（JR東日本）が福島駅 - 新庄駅間を奥羽本線（山形新幹線）経由で運行していた特別急行列車（観光列車）である。
本項では、E3系を改造した専用車両のとれいゆについても記述する。

## 概要
山形デスティネーションキャンペーンに合わせ、山形新幹線の魅力向上を目的に導入された。新幹線の観光列車はこれが初めて。
「とれいゆ」という名称は「トレイン」（列車）と「ソレイユ」（太陽）とを合わせた造語である。
車両の老朽化に伴って「とれいゆ」は2022年3月をもって運行終了することが発表されており、これに先立ち「とれいゆ つばさ」は3月6日が最終運行となった。同日以降は旅行商品専用列車として運行し、3月31日の「山形発 とれいゆ つばさで行く新幹線総合車両センター」がラストランとなる予定だったが、3月16日に発生した福島県沖地震の影響で東北新幹線が不通となったため、3月27日の「ありがとう とれいゆ つばさフィナーレ号」が事実上の最終運行となった。

## 運行概況
「とれいゆ つばさ」という列車愛称の通り、列車としては「つばさ」の一部である。1日1往復の設定で朝10時台に福島発（1号）、昼15時台に新庄発（2号）が運転される。福島駅では在来線ホームである5番線に発着する。

### 停車駅
福島駅 - 米沢駅 - 高畠駅 - 赤湯駅 - かみのやま温泉駅 - 山形駅 - 天童駅 - さくらんぼ東根駅 - 村山駅 - 大石田駅 - 新庄駅
- 山形新幹線に設置されている全駅に停車する。

## 使用車両
E3系700番台R18編成「とれいゆ」が使用される。エクステリアは月山をモチーフとした緑色を中心に、最上川をモチーフとした青色を先頭部に、蔵王をモチーフとした白色を全体的に配している。デザインは奥山清行が担当した。

### 車内構成
6両編成で、11 - 14号車が普通車指定席、15号車が「湯上りラウンジ」（フリースペース）、16号車が「くつろぎの間」（足湯）となっている。
指定席のうち11号車はグリーン車であった種車の座席をそのまま使用した2+2配列のリクライニングシートである。12 - 14号車は「お座敷指定席」と呼ばれ、2+1配列でボックスシートが配置されている。座面部分には座布団が置かれている。
15号車は掘り炬燵タイプの座敷となっており、山形の名産を展示する有機ELパネル飾り棚や石張りの小道が用意されている。また、車内販売を行うバーカウンターも設置されている。
16号車には2槽の足湯と更衣室がある。なお16号車の利用には本列車を使用するびゅう旅行商品の利用者のみに販売される足湯利用券が必要であるが、当日の状況により車内でもアテンダントより購入できる場合がある。

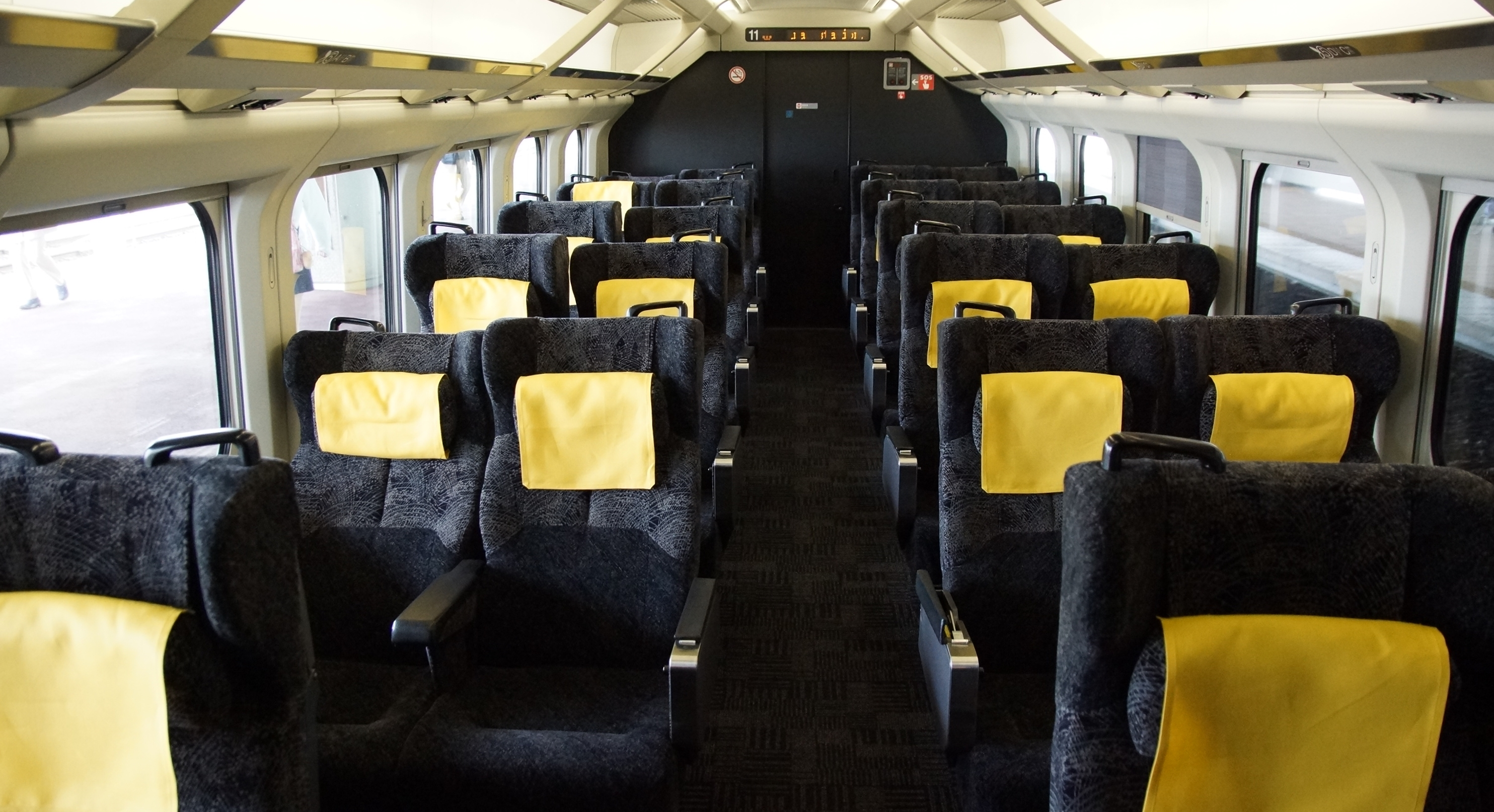
指定席（11号車）
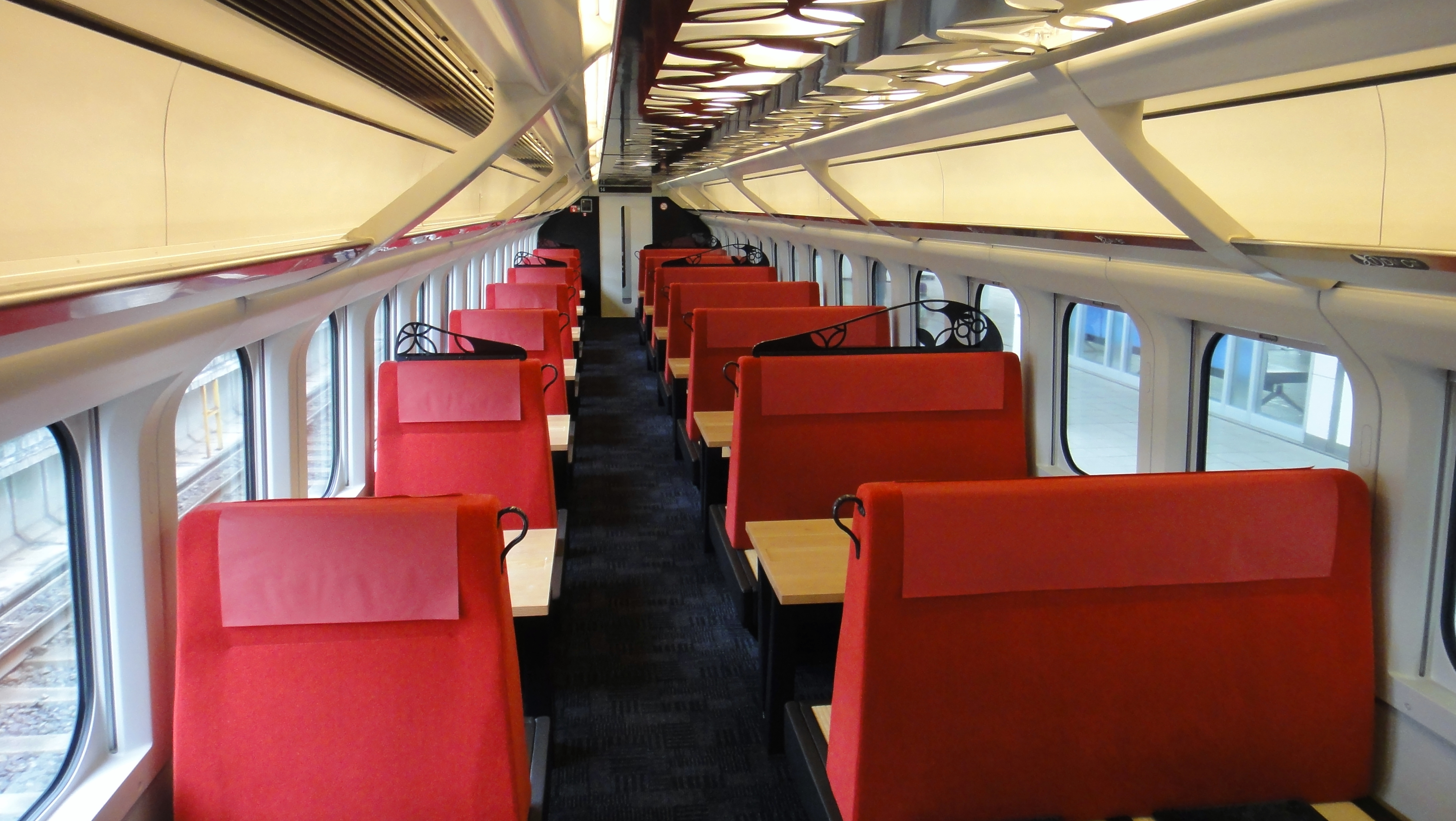
お座敷指定席（13号車）
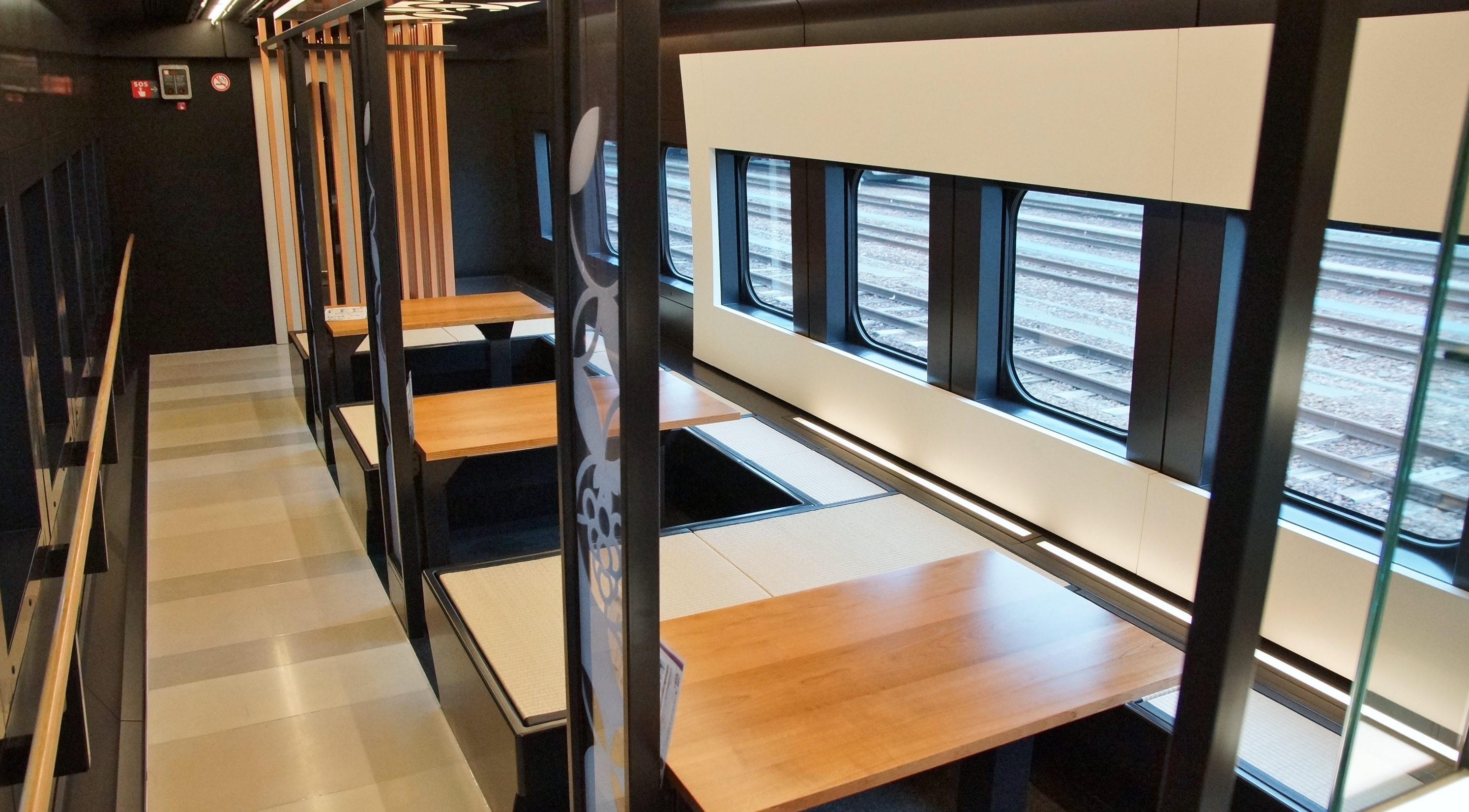
湯上りラウンジ（15号車）
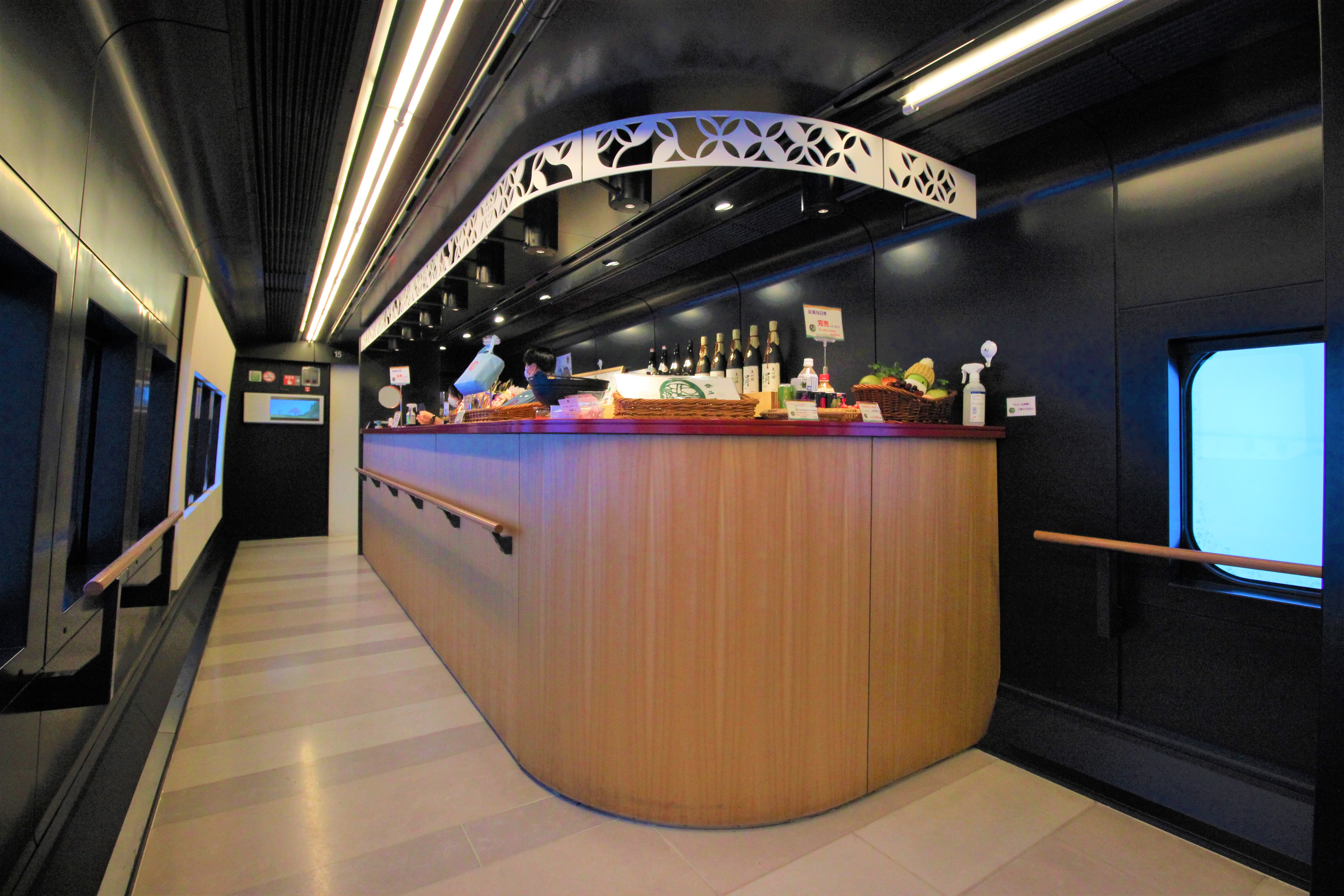
バーカウンター（15号車）
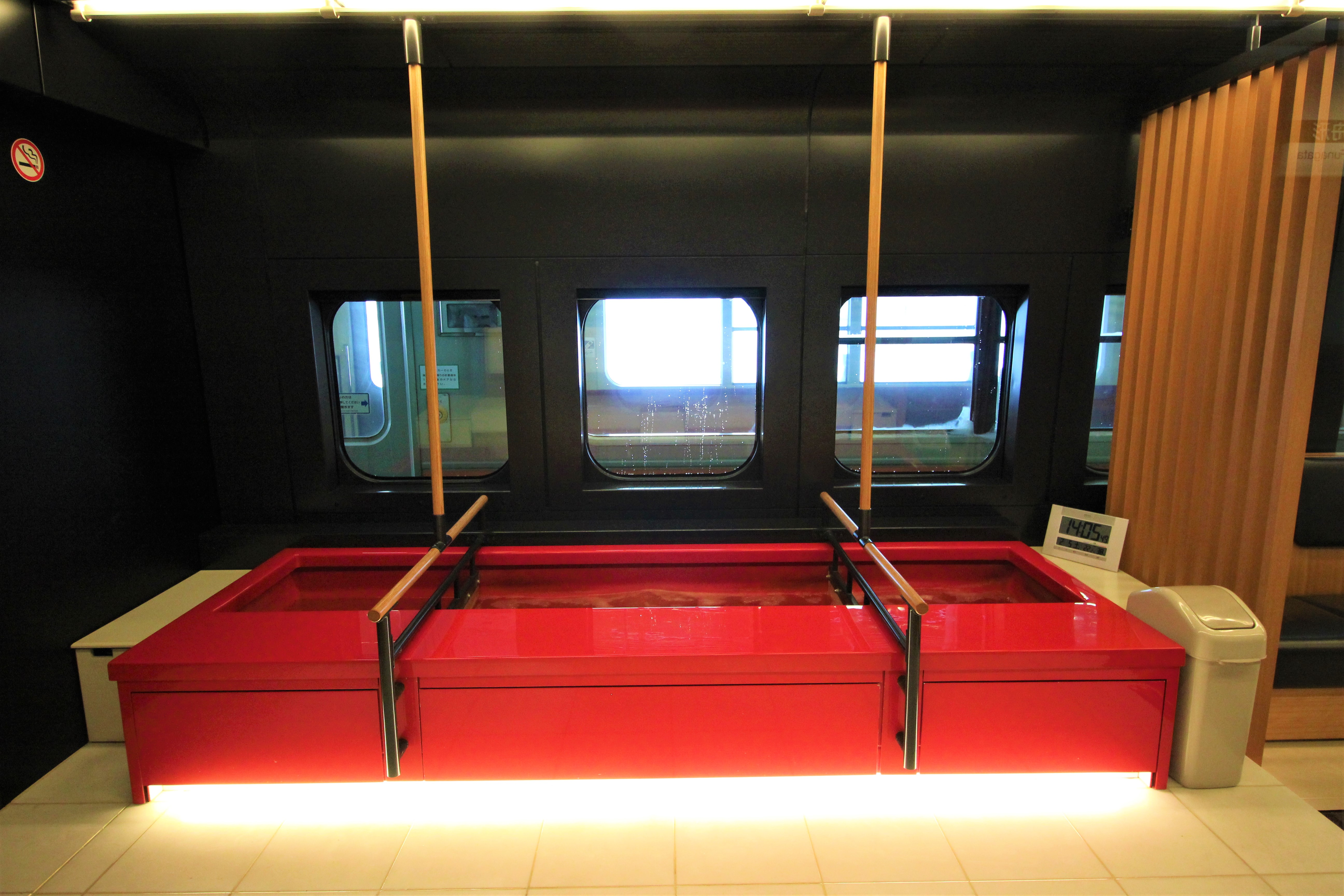
足湯・浴槽（16号車）
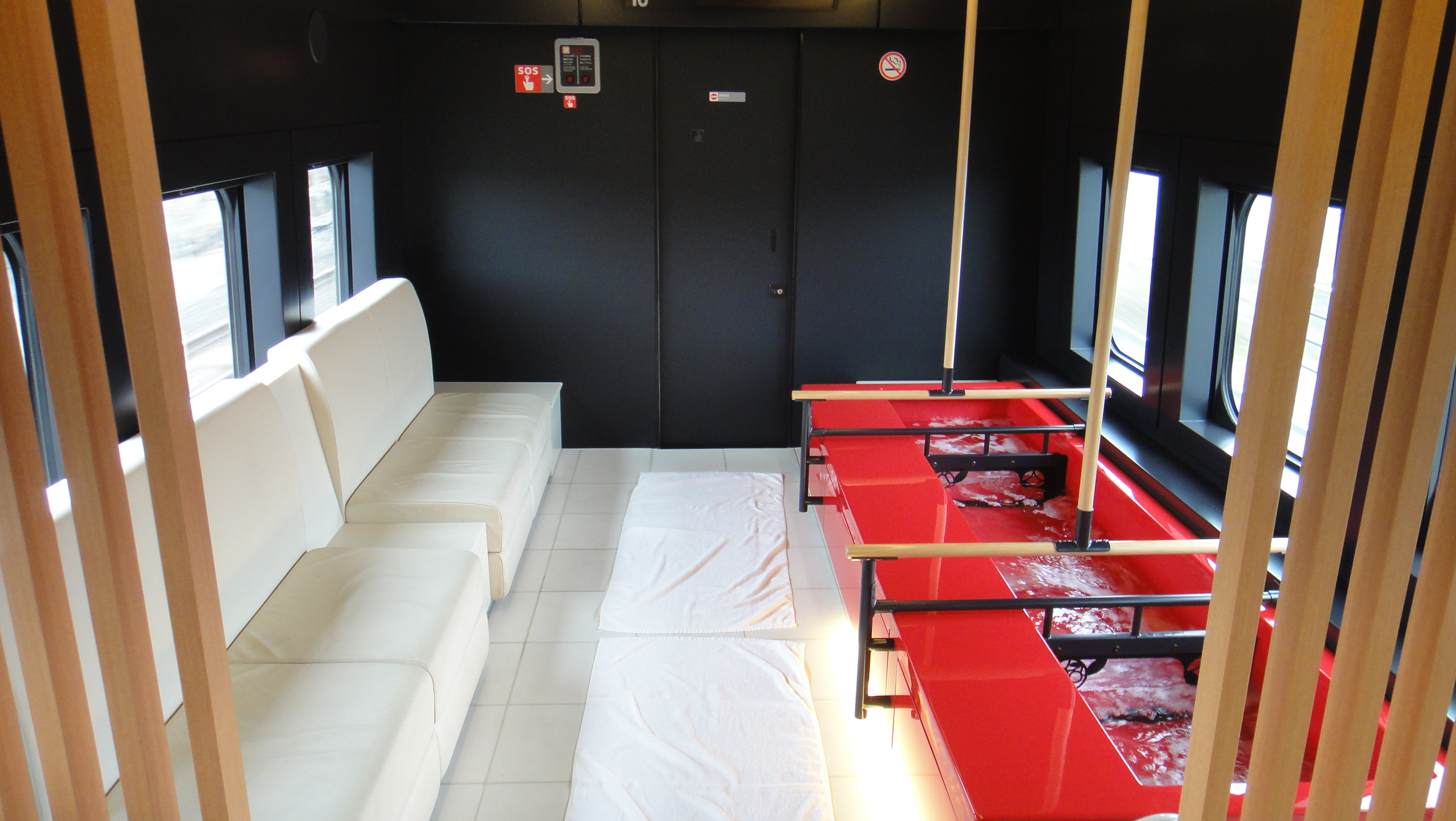
ソファーと足湯（16号車）
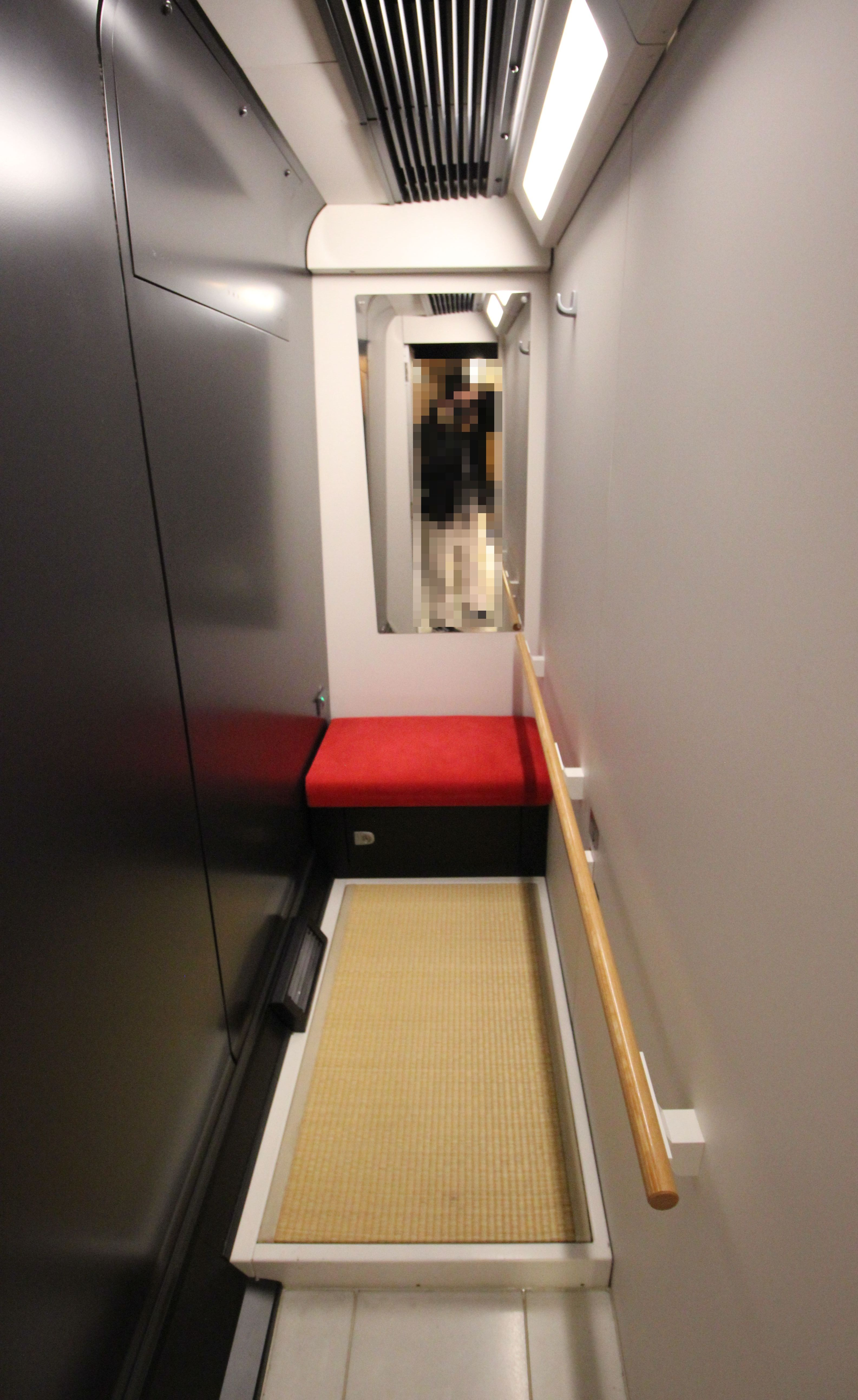
更衣室（16号車）
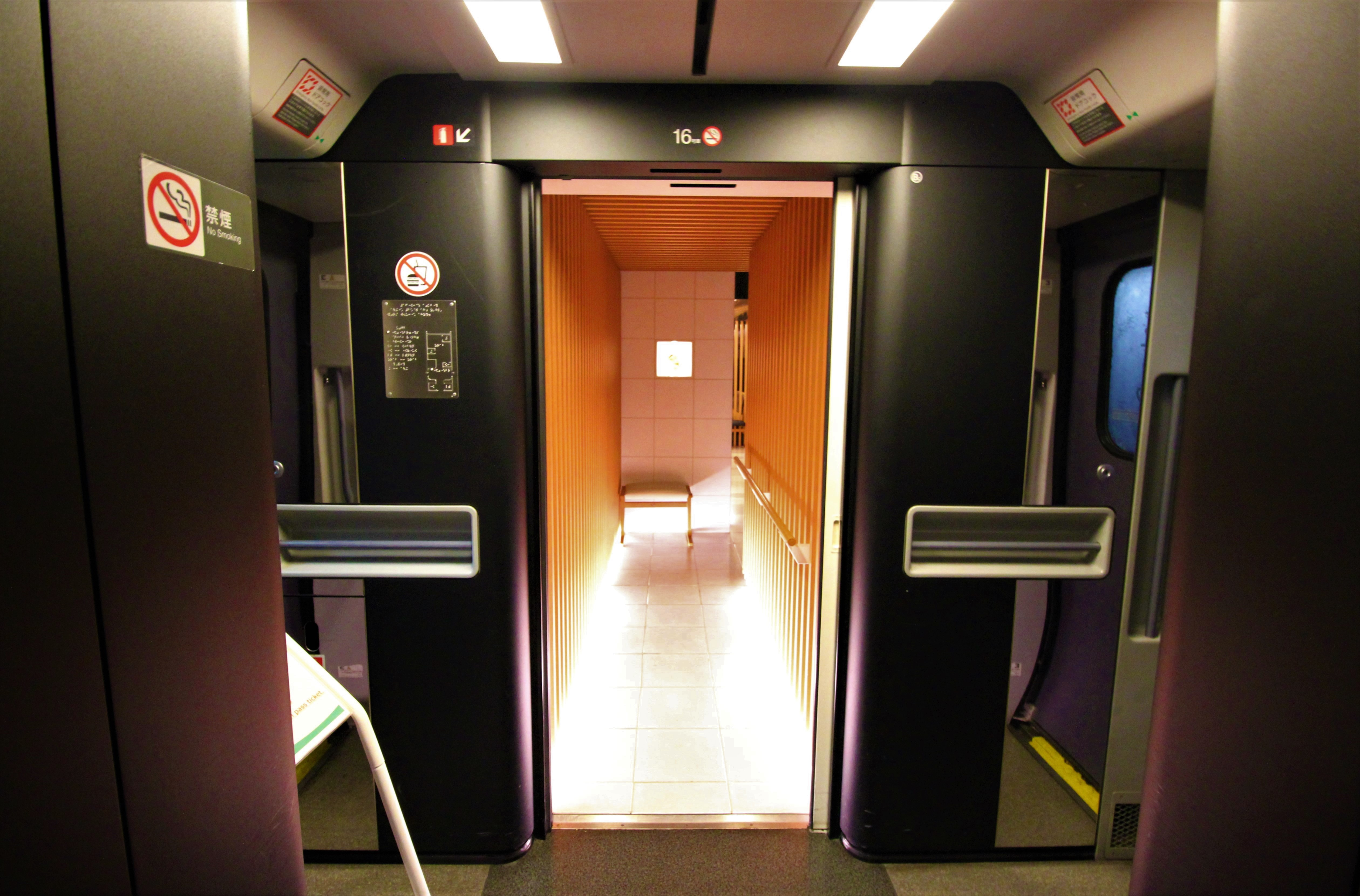
エントランス（16号車）

### リニューアル
2019年にリニューアルが行われ、以下の通り内装が更新された。
- 車内7ヶ所に多言語案内パネル（足湯の空き状況などを案内）を設置
- 12 - 14号車の座布団を天童将棋駒をイメージした柄のものに変更
- 15号車に携帯電話充電コーナーを設置
- 16号車のソファーを天童の木工を使用したものに変更

また、これに前後して車内へのフリーWi-Fiの設置も行われている。

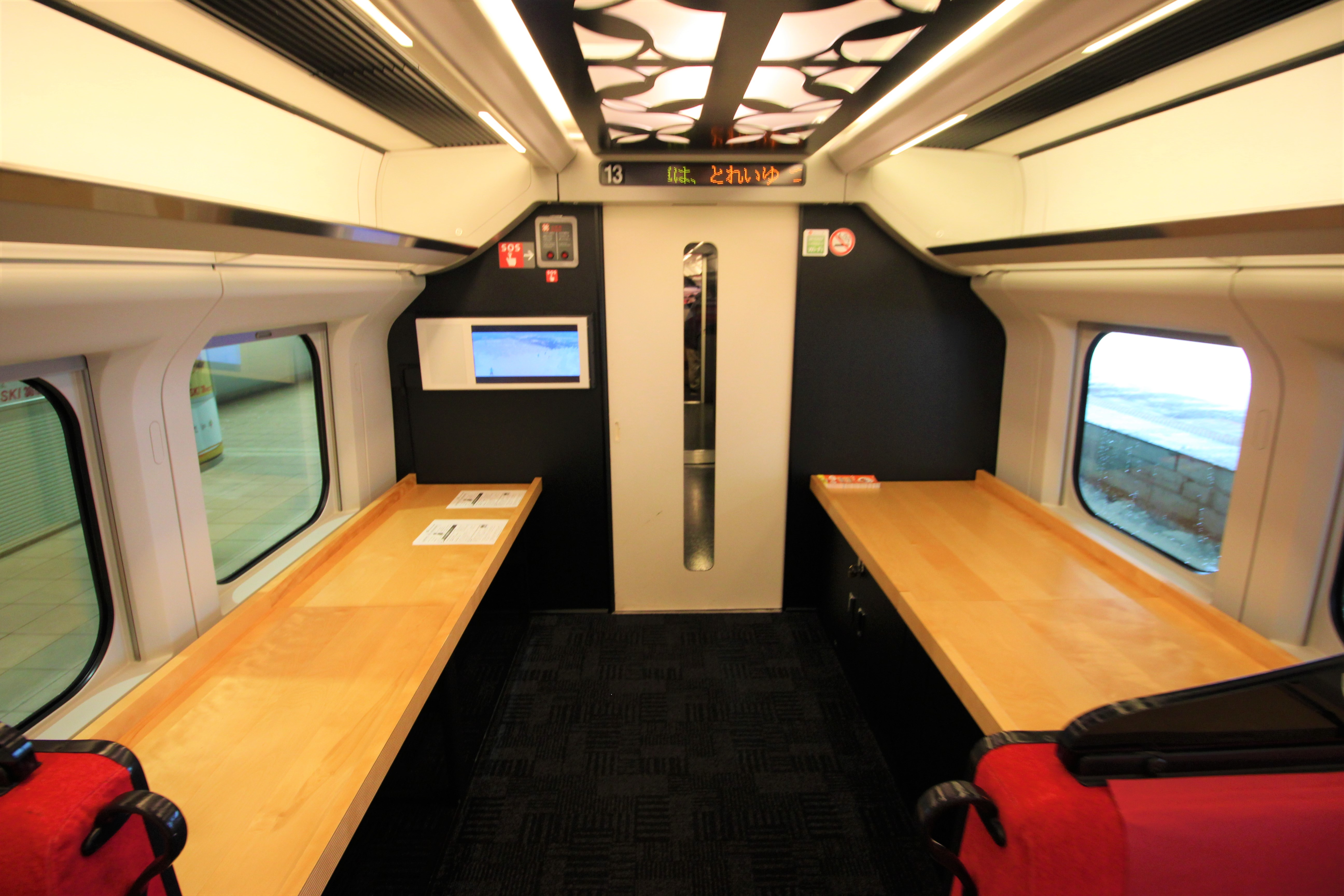
案内パネルと荷物置き場（13号車）
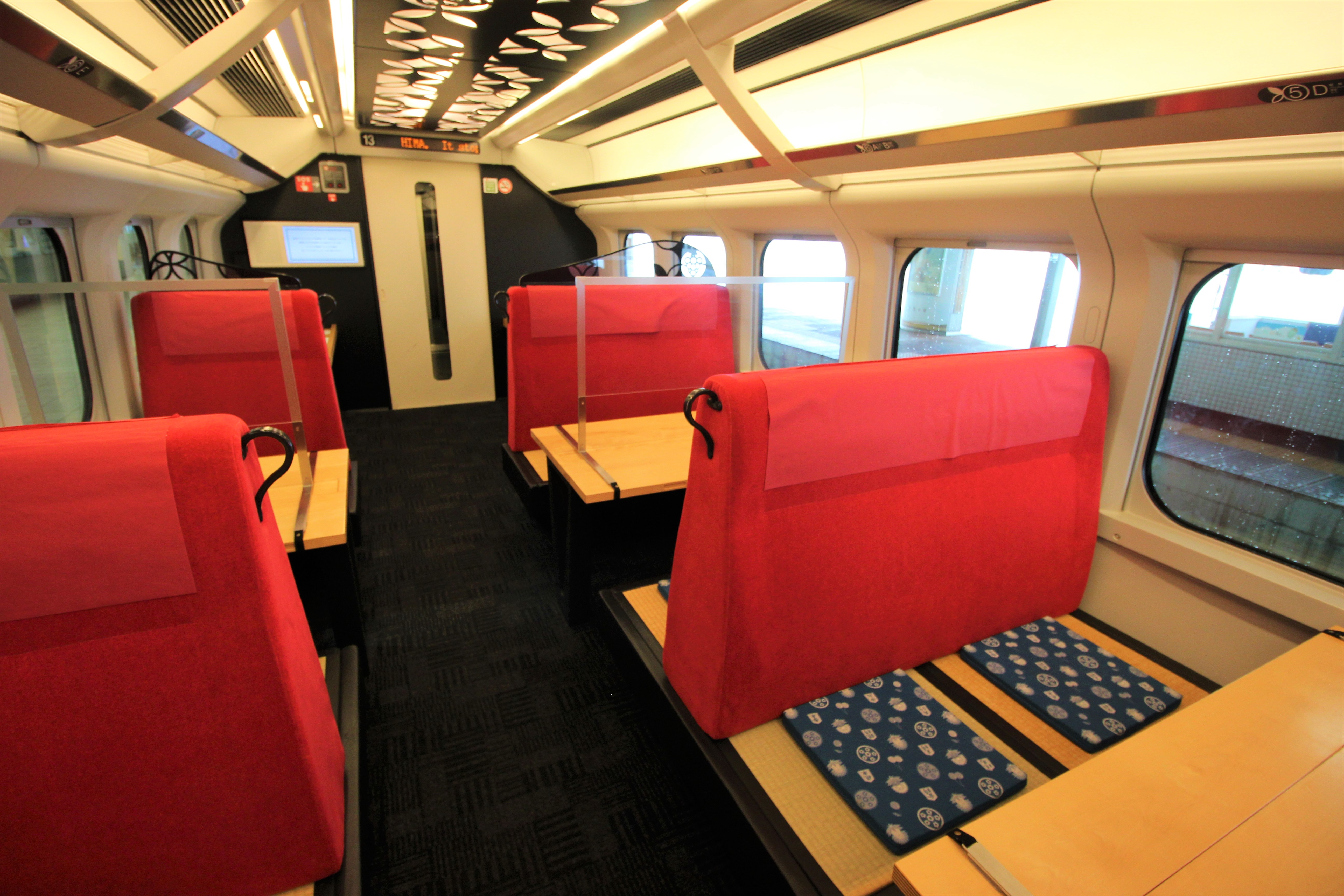
リニューアル後のお座敷指定席（13号車）
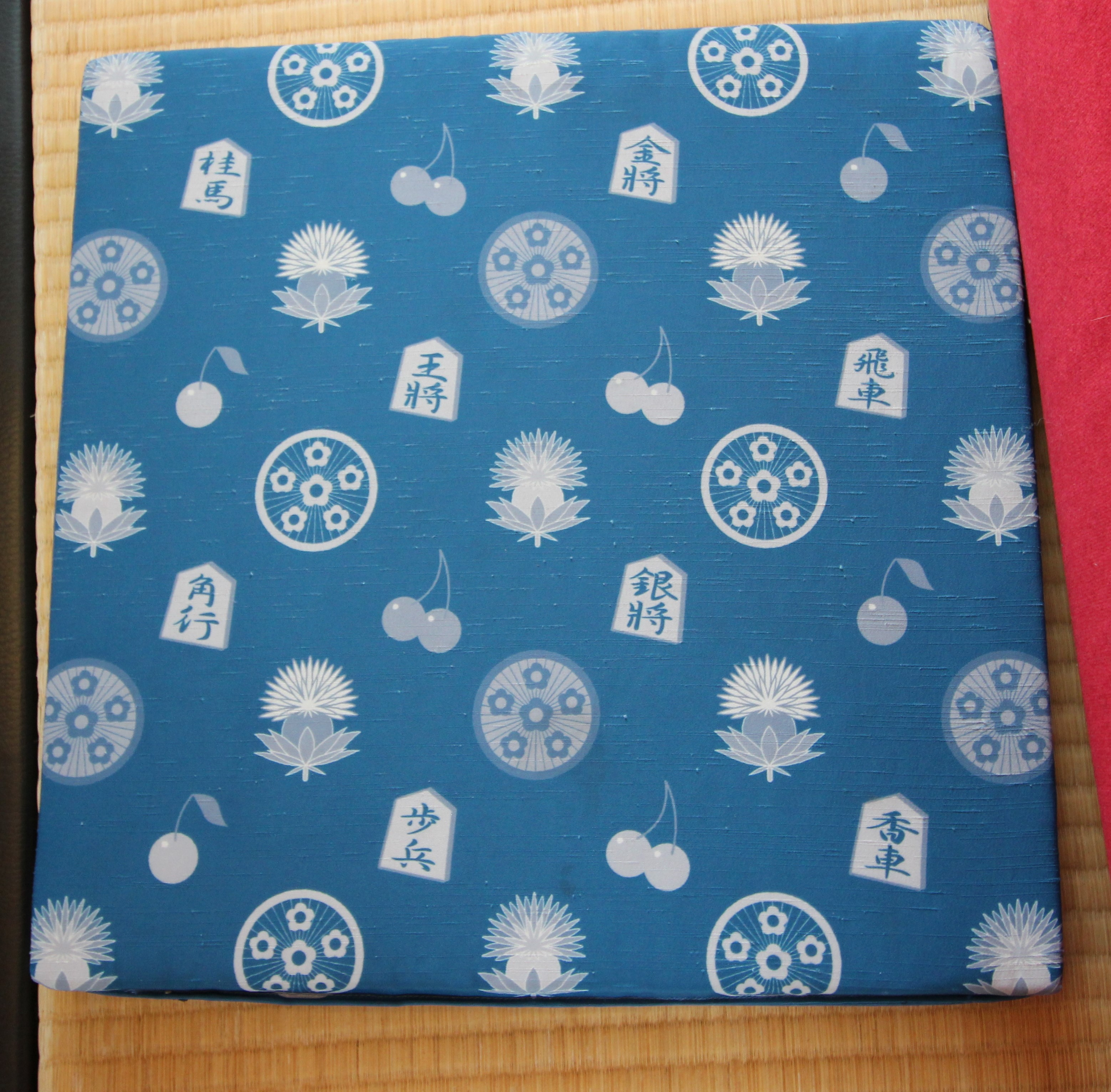
座布団
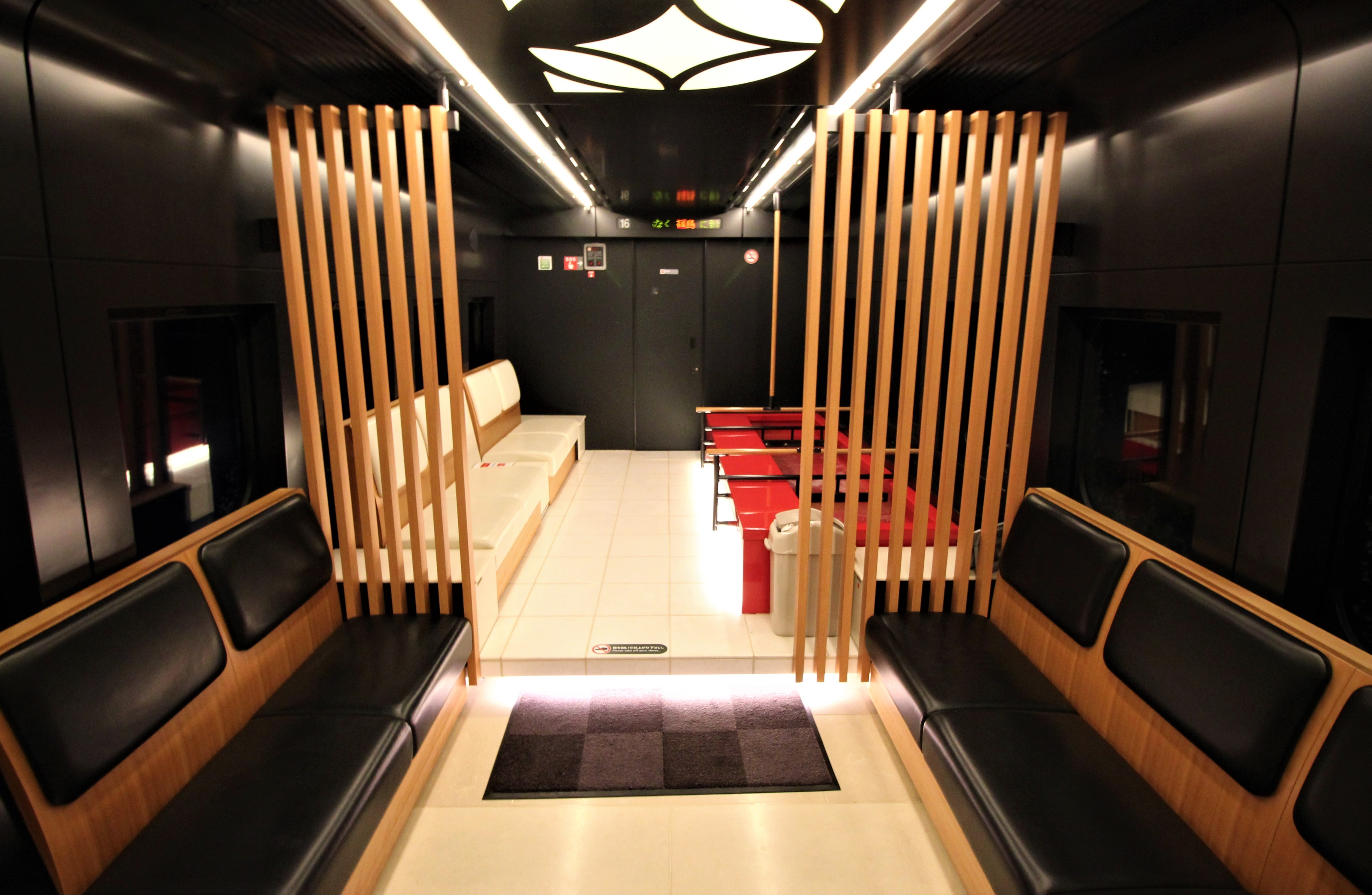
リニューアル後のソファーと足湯

### 団体列車での運用
2017年2月3日に団体専用列車（クラブツーリズム企画）として上野駅 → 山形駅間で運行し、初めて東北新幹線区間で営業運転が行われた。それ以降も団体専用臨時列車として、東北新幹線への入線が行われている。